# Santa Cristina do Couto
Santa Cristina do Couto ist ein Ort und eine ehemalige Gemeinde (Freguesia) im Norden Portugals.

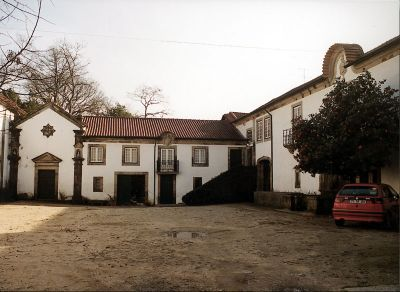
Quinta de Dinis de Cima von Innen

Santa Cristina do Couto gehört zum Kreis Santo Tirso im Distrikt Porto. Die Gemeinde hatte eine Fläche von 7,6 km² und 4066 Einwohner (Stand 30. Juni 2011).
Am 29. September 2013 wurden die Gemeinden Couto (Santa Cristina), Couto (São Miguel), Burgães und Santo Tirso zur neuen Gemeinde União das Freguesias de Santo Tirso, Couto (Santa Cristina e São Miguel) e Burgães zusammengeschlossen.

## Bauwerke
- Quinta de Dinis de Cima